# The True Cost – Der Preis der Mode
The True Cost – Der Preis der Mode ist ein US-amerikanischer Dokumentarfilm des Regisseurs Andrew Morgan aus dem Jahr 2015. Der Film beleuchtet die Arbeitsbedingungen und Produktionsverhältnisse in der Modeindustrie und zeigt die Auswirkungen von „Fast Fashion“ auf Menschen und Umwelt, vor allem in den Produktionsländern.

## Inhalt
Der Einsturz der Rana-Plaza-Textilfabrik 2013, als die Textilfabrik Rana Plaza einstürzte und über 1.000 Menschen ums Leben kamen, ist Ausgangspunkt des Films und war Anlass für Regisseur Andrew Morgan noch im gleichen Jahr mit den Recherchen und Dreharbeiten zu beginnen. Er möchte eine Antwort auf die Frage finden, wer den wahren Preis für billige Kleidung zahlt und die Mechanismen der globalen Textilindustrie offenlegen. The True Cost – Der Preis der Mode beleuchtet dabei die gesamte Verwertungskette von den Rohstoffen bis zum fertigen Kleidungsstück und dessen Entsorgung.
Andrew Morgan reiste für seinen Film durch 13 Länder und führte Interviews mit zahlreichen Akteuren und Akteurinnen innerhalb der Modeindustrie: Mit Arbeiterinnen und Arbeitern, Fabrikbesitzern, Landwirten, Designern, aber auch mit kritischen Journalisten und Aktivisten, wie die indische Aktivistin und Wissenschaftlerin Vandana Shiva. Er ergänzt seine eigenen Aufnahmen und Interviews mit Fernsehausschnitten, Berichten sowie YouTube-Clips und kontrastiert ganz bewusst Ausschnitte der glamouröse Modewelt mit der Produktions- und Lebensrealität in Bangladesh, Indien oder Kambodscha.
Große Modekonzerne und Luxusmarken lassen ihre Kleidung in Schwellenländern kostengünstig und massenweise produzieren und erzielen damit Umsätze in Milliarden Höhe. Vor Ort jedoch werden Menschen ausgebeutet, arbeiten für Hungerlöhne unter unwürdigen Bedingungen und sind massiven gesundheitlichen Risiken ausgesetzt. Der Film thematisiert auch die Umweltverschmutzung, die mit der Massenproduktion von Kleidung einhergeht. Beim Anbau der Baumwolle führt z. B. der Einsatz von Pestiziden und die Monopolisierung von Saatgut zu ökologischen Problemen.
Neben den Schattenseiten porträtiert Morgan auch einzelne Vertreter der Industrie, wie die Designerin Stella McCartney oder Safia Minney, Gründerin des Fair-Fashion-Labes People Tree, die für Nachhaltigkeit und faire Bedingungen eintreten und mögliche Alternativen zum ausbeuterischen System aufzeigen. Vor allem aber möchte er die Zuschauer darauf aufmerksam machen, das eigene Konsumverhalten zu hinterfragen.

## Veröffentlichung
Der Film wurde über Kickstarter finanziert und feierte seine Premiere als Nebenvorführung bei den Filmfestspielen in Cannes im Mai 2015. In Deutschland brachte der Verleih Grandfilm zusammen mit dem Fair-Fashion Store glore und der Christlichen Initiative Romero (CIR) The True Cost – Der Preis der Mode in die Kinos. Der Kinostart war, parallel zur Berlin Fashion Week, der 21. Januar 2016.

## Kritiken
„[Der] Film fordert Aufmerksamkeit, ist indes gerade durch das komplexe Gewebe seiner Argumentation eine wahrlich aufklärende Lektion, die auch die eigenen Kaufentscheidungen auf den Prüfstand stellt.“

„‚The True Cost‘ macht am Ende den abstrakten Begriff von der globalen Welt konkret. Die Modeindustrie vermittelt mit jedem Werbespot die Botschaft, dass wir sind, was wir tragen. Diese Philosophie nimmt diese Dokumentation ernst und appelliert subtil, aber sehr bestimmt an unsere Verantwortung als Konsumenten.“